# Licofrone (mitologia)
Nella mitologia greca, Licofrone era uno dei guerrieri che parteciparono alla guerra di Troia, il conflitto scoppiato in seguito al rapimento di Elena, figlia di Zeus, da parte del troiano Paride. Originario di Citera, Licofrone, reo di un delitto involontario, venne esiliato a Salamina, dove divenne scudiero e fedele amico di Aiace Telamonio che accompagnò dunque in guerra.

## Il mito

### Origini ed esilio
Licofrone, figlio di un certo Mastore (o Mestore), era originario dell'isola di Citera, attuale Cerigo, situata a sud del Peloponneso, in prossimità del limite tra Mar Ionio e Mediterraneo orientale. Nella città natale commise un grave delitto, uccidendo un uomo; le cause di questo gesto non sono abbastanza chiare: Omero non spiega se tale omicidio avvenne volontariamente (avvenuto, per esempio, in seguito ad una rissa) o involontariamente. Macchiato dal delitto, il giovane fu costretto a chiedere asilo lontano dalla sua patria, presso l'isola di Salamina, nel mar Egeo. Qui venne accolto ospitalmente da Telamone, sovrano dell'isola, e dai suoi figli Aiace Telamonio e Teucro.
Il nuovo arrivato ricevette nella città gloria e considerazione, divenendo ben presto intimo amico di Aiace, e suo scudiero. Fu senza dubbio, anche se nell'Iliade non viene detto esplicitamente, anche fedele amico dell'arciere Teucro.

### Nella guerra di Troia
Alcuni anni dopo, in seguito allo scoppio della guerra di Troia, Licofrone accompagnò l'amico Aiace in Troade, assistendolo durante i combattimenti, nel corso dei dieci anni di guerra.

#### La morte presso le navi achee
La prima e ultima comparsa del personaggio avviene nel libro XV dell'Iliade nel corso del combattimento avvenuto presso le navi achee. Insieme al suo signore, Licofrone combatté con tenacia contro i Troiani che, guidati da Ettore, avevano ormai raggiunto le navi per dar loro fuoco. Aiace, campione della resistenza achea, trafisse Caletore, il primo troiano ad avventarsi contro le navi per bruciarle, ma Ettore non arretrò di fronte all'attacco, ma al contrario scagliò la sua lancia contro l'avversario sperando di colpirlo; il colpo non centrò Aiace, ma colpì invece Licofrone, il quale era in piedi, proprio accanto a quest'ultimo.
La lancia lo colpì alla testa, sopra l'orecchio, uccidendolo sul colpo; il suo cadavere crollò giù dalla poppa della nave sulla quale era salito per difenderla dai nemici. Alla vista dell'amico morto, Aiace ebbe una scossa di terrore e, rivoltosi al fratello Teucro, in piedi al suo fianco, disse:
(Commento di Aiace Telamonio. Omero, Iliade, libro XV, versi 437-440. Traduzione di Rosa Calzecchi Onesti.)
L'eroe consigliò al fratello di prendere le sue infallibili frecce "che danno rapida morte", dono dello stesso dio Apollo. Obbedendo ad Aiace, il giovane arciere le utilizzò nel tentativo di vendicare la morte di Licofrone: tale occasione gli si presentò alcuni minuti dopo, quando stette per centrare Ettore con la sua infallibile saetta. L'arma venne tuttavia deviata da Zeus stesso, che non voleva ancora la morte dell'eroe troiano.

### Fonti antiche
- Omero, Iliade, libro XV, versi 429-441.

### Traduzione delle fonti
- Omero, Iliade, seconda edizione, Torino, Einaudi, 1990, ISBN 978-88-06-17694-5. Traduzione di Rosa Calzecchi Onesti
- Vincenzo Monti, Iliade di Omero, nona edizione, Aroldo Mondadori, 2007, ISBN 978-88-04-53902-5. Traduzione di Manara Valgimigli e Carlo Muscetta

### Moderna
- Pierre Grimal, Enciclopedia della mitologia 2ª edizione, Brescia, Garzanti, 2005, ISBN 88-11-50482-1. Traduzione di Pier Antonio Borgheggiani